# Marcel Lambrechts
Marcel Lambrechts, född 4 maj 1931, är en friidrottare från Belgien. Han deltog vid olympiska sommarspelen 1960.